# Fantic
Fantic est un constructeur de motos italien fondé en 1968 à Barzago (Lombardie).

## Historique

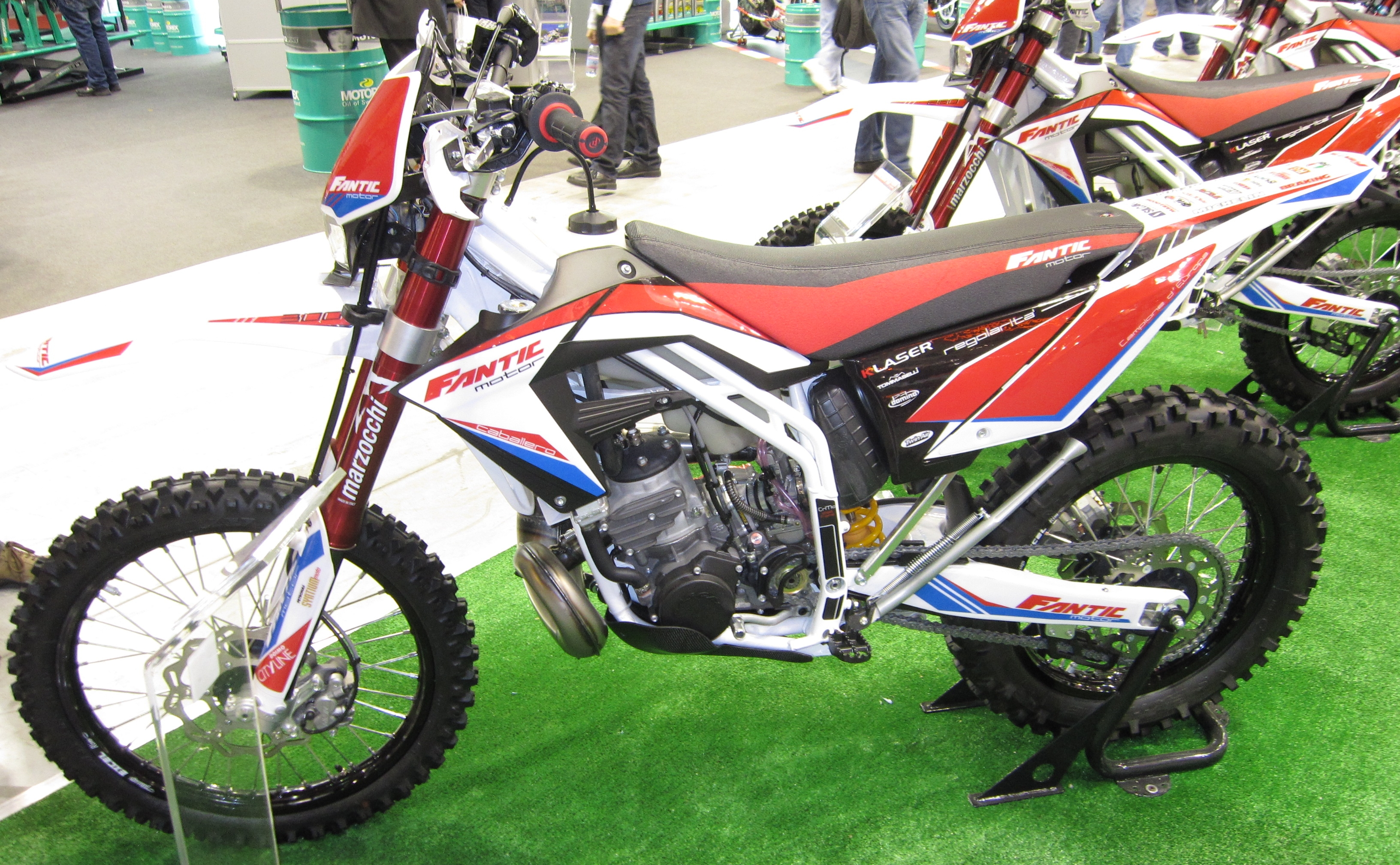
Une Caballero 300 de 2012

La marque Fantic a été créée par Mario Agrati et Henry Keppel, anciens membres de l'entreprise italienne Garelli. Le but initial de la marque était de conquérir le marché de la moto loisir aux États-Unis ainsi qu'en Europe grâce à une gamme de mini-motos à deux et trois roues très loin des modèles aboutis qui avaient fait le succès de la marque en enduro.
Cette première gamme est équipée des moteurs de tondeuse à gazon Aspera et du bloc Minarelli 50 cm3. La marque remporte un franc succès et exporte de plus en plus ses modèles.
Le secteur du deux roues entrant en plein boom en Italie, Fantic décide de suivre le goût de la clientèle et expose en 1969 au salon de Milan son dernier modèle, nommé « Caballero », modèle désormais plus axé « off road ». L'enduro devenant populaire en Italie, le Caballero fait un carton, notamment chez les jeunes qui vont rouler dans les chemins transalpins avec un modèle qui le permet.
Les deux fondateurs de la marque décident alors de produire une version « racing » du Caballero, plus adaptée aux conditions difficiles que la pratique de l'enduro impose aux motos, sans pour autant devenir une véritable machine de compétition. Ils tentent alors de conquérir un nouveau marché en produisant de nouveaux modèles ainsi que de nouvelles cylindrées capables de supporter les conditions d'utilisation éprouvantes de l'enduro.
En 1974 sort la première « RC » (pour « Regolarita Competizione ») ; elle est équipée d'un moteur 125 cm3 deux-temps de marque Minarelli retravaillé par les mécaniciens de la marque. Il s'agit du premier modèle étudié pour une utilisation uniquement enduro. En 1975, Fantic produit la RC en 50 cm3 tout en gardant le même châssis que le modèle 125 cm3.
C'est en 1976, après avoir vu sa renommée en enduro grimper grâce aux modèles RC, que la marque décide de se faire un nom dans la compétition. L'équipe Fantic Motor Racing Team se lance dans le championnat d'Italie d'enduro, dans le championnat d'Europe et participe aux « Six Jours » avec quatre pilotes ainsi que de deux nouveaux Caballero très évoluées. Les résultats sont au rendez-vous avec Giuseppe Signorelli signant la troisième place du championnat d'Italie en 125 cm3.
Dès lors, la marque Fantic commence à s'intéresser au trial pour élargir son secteur de production et lance la conception d'un nouveau modèle. La marque devient le troisième constructeur italien en termes de vente, derrière Piaggio et Garelli.
Malgré cela, la marque connait son premier coup dur au début des années 1980 à cause du déclin de l'enduro ainsi que du vieillissement du moteur Minarelli à refroidissement par air. Bien que les techniciens aient réussi à presque doubler sa puissance en quelques années, il est décidé de le remplacer par un moteur plus élaboré.
En 1982 sort la 240 Trial Professional avec pour la première fois un moteur signé Fantic mais qui est toujours refroidi par air. Fantic décide de se concentrer uniquement sur le trial, laissant tomber les versions enduro, mais n'arrive jamais à atteindre l'objectif fixé, en partie à cause de l'arrivée de nouvelles marques dans le secteur comme Beta, Gas Gas, Aprilia ou Bultaco.
En 1990, la marque est en grande difficulté et tente de se réactualiser en sortant le « XM », un trail en 125 cm3 et 50 cm3, mais le succès ne sera qu'en demi-teinte ; en 1996, la marque présente un dernier prototype enduro de 125 cm3 mais les ennuis d'ordre financier lui font abandonner le projet.
Fantic dépose le bilan en 1998 après la forte chute de ses ventes et à la suite des problèmes financiers et de fiabilité des derniers modèles produits.
En 2003, Fantic est racheté par Federico Fregnan, un industriel italien passionné des anciens modèles de la marque ainsi que d'enduro.
En 2012, la marque produit plusieurs modèles enduro de 50 cm3 2-temps très réputés pour leurs performances et leur qualité dans le milieu de l'enduro, ainsi que plusieurs modèles enduro de 125 et 250 cm3 2-temps et 4-temps, un modèle de 300 cm3 2-temps et un modèle de 200 cm3 4-temps.